# Manuel Amechazurra
Manuel Amechazurra y Guazo (La Carlota, 8 de marzo de 1888-Barcelona, 13 de febrero de 1965), también conocido como «Amecha» y apodado «El Aventurero» y «El Capitán», fue un español nacido en Filipinas, conocido principalmente por ser un futbolista que jugaba como defensor y el primer jugador filipino/nacido en Asia en jugar en Europa.  Es más conocido por sus dos etapas en el FC Barcelona y por ser uno de sus primeros capitanes, disputando un total de 200 partidos en el primer equipo y marcando 22 goles.
Amechazurra fue una de las figuras más importantes en los inicios amateurs del FC Barcelona, ejerciendo como su capitán durante 5 años entre 1909 y 1914, y desempeñando así un papel crucial en el enorme éxito deportivo del Barça de principios de la década de 1910, ganando cuatro campeonatos de Cataluña, tres Copas del Rey en España y cuatro Copas de los Pirineos seguidas. Además de sus contribuciones en el campo, también fue uno de los primeros profesionales encubiertos del club.

## Carrera de clubes

### Primeros años
Nacido en La Carlota, Negros Occidental, Filipinas, su familia lo recogió y lo trajo a España, en 1892, cuando todavía era un niño. Después de su mudanza y tras establecerse en Barcelona siendo joven, comenzó a jugar al fútbol en su club local, el Irish FC, en 1902. En Irlanda, Amechazurra destacó como un extraordinario defensor, lo que le valió su fichaje por el FC Barcelona en 1906. Después de dos años en el Barça, se trasladó a Inglaterra en 1908 donde jugó en varios clubes como el St. Boniface's College y el Stoke Chuchife. En Inglaterra aprendió las técnicas y tácticas más modernas, que trasladó a Barcelona cuando regresó en 1909.

### Regreso a Barcelona
Jugó en el FC Barcelona hasta 1915, casi una década entera con la breve excepción de sus viajes alrededor del mundo (Filipinas, Japón, etc.) que le dieron a conocer entre sus compañeros con el sobrenombre de «El Aventurero». Formó una gran sociedad defensiva con José Irízar. Junto a Carlos Comamala, Amechazurra fue la pieza fundamental de la primera gran plantilla del Barcelona, en la que también contaban Paco Bru, Alfred Massana, los hermanos Wallace (Charles y Percy), Pepe Rodríguez y el segundo máximo goleador histórico del Barcelona y su compatriota Paulino Alcántara, pero fue Amechazurra quien fue nombrado capitán del equipo. Nadie discutió esta decisión en una época en la que el capitán era quien tenía el deber de dictar la táctica a seguir (ya que entonces no existía el entrenador tal y como se lo conoce hoy en día) y quien debía confeccionar las alineaciones y los planes de juego. Amecha, entonces conocido como «El Capitán», dirigió y capitaneó al conjunto blaugrana en cinco campeonatos catalanes, incluidos tres títulos consecutivos entre 1909 y 1911, junto con cuatro Copas de los Pirineos seguidas entre 1910 y 1913, y tres títulos de Copa del Rey en 1910, 1912 y 1913 . En la final de esta última, el Barça necesitó tres partidos para vencer a la Real Sociedad y el Amechazurra capitaneó en todos ellos, incluido el decisivo que el Barça ganó por 2-1. Amechazurra disputó un total de 200 partidos en el primer equipo y marcó 22 goles.
Se le considera el primer profesional encubierto del club en una época en la que el fútbol era amateur. Cobró 300 pesetas por jugar encubierto a cambio de dar clases de inglés a algunos directivos, pese a la oposición de Joan Gamper. Gracias a su dominio del inglés y a sus conexiones en Inglaterra, llegaron al Barça los primeros jugadores y entrenadores anglófonos, como William Charles Lambe, Jack Greenwell, Frank Allack y Alexander Steel. Unos meses más tarde, jugadores como Irízar o Massana también empezaron a cobrar de forma encubierta.

## Carrera internacional
Al igual que muchos otros jugadores del FC Barcelona de su época, jugó varios partidos con la selección catalana a principios de la década de 1910, siendo uno de los once futbolistas que jugaron el primer partido de la historia del equipo reconocido por la FIFA el 20 de febrero de 1912, que terminó con una derrota por 0-7 ante Francia.

## Carrera gerencial
Amecha, brevemente, entrenó a la selección de fútbol de Filipinas en la sexta edición de los Juegos del Lejano Oriente de 1923 en Osaka. Su equipo se vio afectado por la ausencia de varios jugadores y tuvo que apoyarse en algunos jugadores de categorías inferiores, todos universitarios de entre 16 y 18 años. Antes de los Juegos del Lejano Oriente, él y su equipo habían vencido a una selección británica/española con un resultado de 2-0 en Manila . El primer partido de Amecha en el torneo comenzó con una derrota por 0-3 contra los rivales de Filipinas, China, donde se desató una pelea que derivó en una batalla a gran escala en la que también estuvieron involucrados miembros de la multitud. Sin embargo, ambas partes acordaron terminar el partido después de que la policía lograra restablecer el orden. El siguiente partido contra Japón no comenzó como Amecha esperaba, ya que su equipo concedió un gol a los 5 minutos, a pesar del mal comienzo, los filipinos pudieron darle la vuelta en los últimos minutos del partido, resultando en una victoria por 2-1 y una medalla de plata para Amecha y su equipo. 

## Carrera como árbitro
Amechazurra también asumió el papel de árbitro en su carrera futbolística. Fue también administrador del Colegio de Árbitros y el último partido que arbitró en España fue en 1916. Su partido más famoso fue el que entre Filipinas y China en los Juegos del Lejano Oriente de 1934 en Manila, disputado en el recién construido Complejo Deportivo Rizal Memorial frente a 40 000 personas y tras una ceremonia de apertura de los Juegos de dos horas. Amecha, sin embargo, sabía que arbitraría un partido entre dos equipos cuya rivalidad comenzó desde el inicio del torneo en 1913 y como ocurrió en las ediciones anteriores, especialmente en 1923 cuando entrenó a Filipinas, fue un partido duro y violento. Para los chinos, Amechazurra juzgó el partido como un árbitro «local», pues nació en el país, permitiendo algunas faltas brutales y no concediéndoles un penalti cuando el defensa filipino Cirilo de Guzmán tocó el balón con la mano. Amecha, a pesar de eso, también anuló un gol a favor de los filipinos, ya que se produjo tras un pase de asistencia después de que el balón había cruzado la línea de banda y estaba fuera de juego. Después de eso fue «un campo de batalla», como lo describieron los periódicos después, entre los bandos y cuando terminó vio a seis jugadores salir heridos o fracturados (4 de China y 2 de Filipinas).

## Vida personal
Sus padres fueron Alejandro Amechazurra, de origen vasco, y Pilar Guazo de origen cántabro. Estudió Derecho y Medicina pero sin terminar su formación escolar. Conocido más por su implicación en el fútbol, sobre todo como jugador-capitán y luego como entrenador, director del Barça y árbitro, practicó otros deportes a alto nivel. Atletismo, natación y, especialmente, esgrima, en la que ganó el primer Campeonato de la Asociación de Esgrima de Barcelona en la disciplina de sable en 1916. Participó en la Copa Inter-Salas por equipos en 1912, Copa Alfredo Conde en 1913, Concurso Nacional en la disciplina de florete y en el Concurso Internacional también en la disciplina de sable en 1914.
Viajó alrededor del mundo, aunque fuera por breves momentos, de ahí el apodo de «El Aventurero». En 1916, al regresar a su país natal, en Filipinas, se trasladó a Manila donde inició su carrera como actor y fundó el Teatro Español de Filipinas, además de ser director de escena. Amechazurra estuvo casado con Luisa de Aguirre con quien tuvo hijas. Era profesor de inglés, periodista y al ser bilingüe también era traductor (de los libros de Agatha Christie, por ejemplo). Amechazurra, durante su estancia en Filipinas, fue un firme defensor de la lengua española y de su patrimonio cultural en el país.
En 1946, Amechazurra regresó a Barcelona con más de 500 españoles y hispano-filipinos supervivientes, acompañado de su esposa y sus hijas. Su antiguo club, el Barça, le ayudó económicamente en este difícil regreso. Murió en Barcelona el 13 de febrero de 1965, exactamente un año después de su compatriota y amigo Paulino Alcántara.
Su nieto Gerardo Amechazurra es actor, presentador, dibujante y dibujante de cómics, y fue uno de los creadores del exitoso programa infantil y juvenil de Televisión Española La bola de cristal (1984-1988).

## Honores
Barcelona
- Copa del Rey (3): 1910, 1912 y 1913
- Campeonato de Cataluña (4): 1908–1909, 1909–1910, 1910–1911, 1912–1913
- Copa de los Pirineos (4): 1910, 1911, 1912 y 1913

### Como director técnico
Selección nacional de fútbol de Filipinas
- Juegos del Lejano Oriente (medalla de plata): 1923